# Ла Гвајаба (Селаја)
Ла Гвајаба (шп. La Guayaba) насеље је у Мексику у савезној држави Гванахуато у општини Селаја. Насеље се налази на надморској висини од 1760 м.

## Становништво
Према подацима из 2010. године у насељу је живело 12 становника.

### Хронологија
| Година       | 2000        | 2005      | 2010 |
| ------------ | ----------- | --------- | ---- |
| Становништво | 18 (12 / 6) | 9 (5 / 4) | 12   |

### Попис
| # | Индикатор                     | Вредност |
| - | ----------------------------- | -------- |
| 1 | Укупно домаћинстава           | 1        |
| 2 | Укупно насељених домаћинстава | 1        |
| 3 | Величина локације             | 1        |